# Etropus cyclosquamus
Etropus cyclosquamus är en fiskart som beskrevs av Leslie och Stewart, 1986. Etropus cyclosquamus ingår i släktet Etropus och familjen Paralichthyidae. Inga underarter finns listade i Catalogue of Life.